# Edwar Ramírez
Edwar Emilio Ramírez (nacido el 28 de marzo de 1981 en El Cercado) es un lanzador de relevo dominicano de Grandes Ligas que se encuentra en la agencia libre. Actualmente el lanzador funge como refuerzo de Los Caballos de Coclé en el béisbol invernal panameño para la temporada 2012-2013. Se espera que pueda cumplir con la labor de cerrador

## Ligas menores
Ramírez jugó en el sistema de ligas menores de los Angelinos de Anaheim de 2002 a 2003, cuando fue liberado sin poder avanzar más allá del nivel A. No jugó béisbol profesional en 2004.
A principios de 2005 volvió a ser firmado por los Angelinos, pero fue liberado rápidamente por el club por segunda vez en su corta carrera después de jugar en un partido con su afiliado en AAA, Salt Lake Bees.

## Ligas independientes
Ramírez jugó béisbol independiente para los Pensacola Pelicans y los Edinburg Coyotes en 2005 y 2006 antes de firmar con los Yanquis de Nueva York el 9 de julio de 2006.
En 43 partidos con Pensacola, Ramírez tuvo una efectividad de 1.45, ponchó a 93 bateadores, entregó 15 boletos y terminó con un récord de 2-2 con 11 salvamentos en 62 entradas de trabajo. Con Edinburg, lanzó 25.1 entradas de relevo en 25 partidos, terminando con marca de 1-1 y 16 salvamentos. También dio 46 ponches, 10 boletos y tuvo una efectividad de 1.07.

## De vuelta a las menores
Ramírez lanzó en el nivel A avanzado para Tampa Yankees para el resto de la temporada 2006. Lanzó  32.2 innings, con un récord de 4-1, una efectividad de 1.17 y ponchó a 47.
Comenzó la temporada de 2007 con los afiliados de los Yankees en AA, Trenton Thunder. En nueve apariciones como relevista tuvo un récord de 3-0, un salvamento, y sólo permitió 1 carrera en 16.2 entradas, para una efectividad de 0.54. Realizó 33 ponches y 8 boletos. Fue promovido a AAA con Scranton/Wilkes-Barre Yankees, donde lanzó 26.2 entradas de relevo en 15 partidos, permitiendo sólo dos carreras en ese lapso de tiempo con una efectividad de 0.67. Ponchó a 47 y dio 9 bases por bolas.
Ramírez fue llamado al club de Grandes Ligas por primera vez el 1 de julio de 2007. Se quedó con el club durante casi tres semanas, y fue enviado de vuelta a Scranton/Wilkes-Barre Yankees el 21 de julio.
En su primera aparición tras su degradación, Ramírez ponchó a dos en 1.1 innings sin hit, ayudando al lanzador Joba Chamberlain a ganar su primer triunfo en Triple-A.
El 10 de octubre de 2007, Ramírez fue nombrado el Relevista del Año de Ligas Menores.

## Grandes Ligas

### New York Yankees

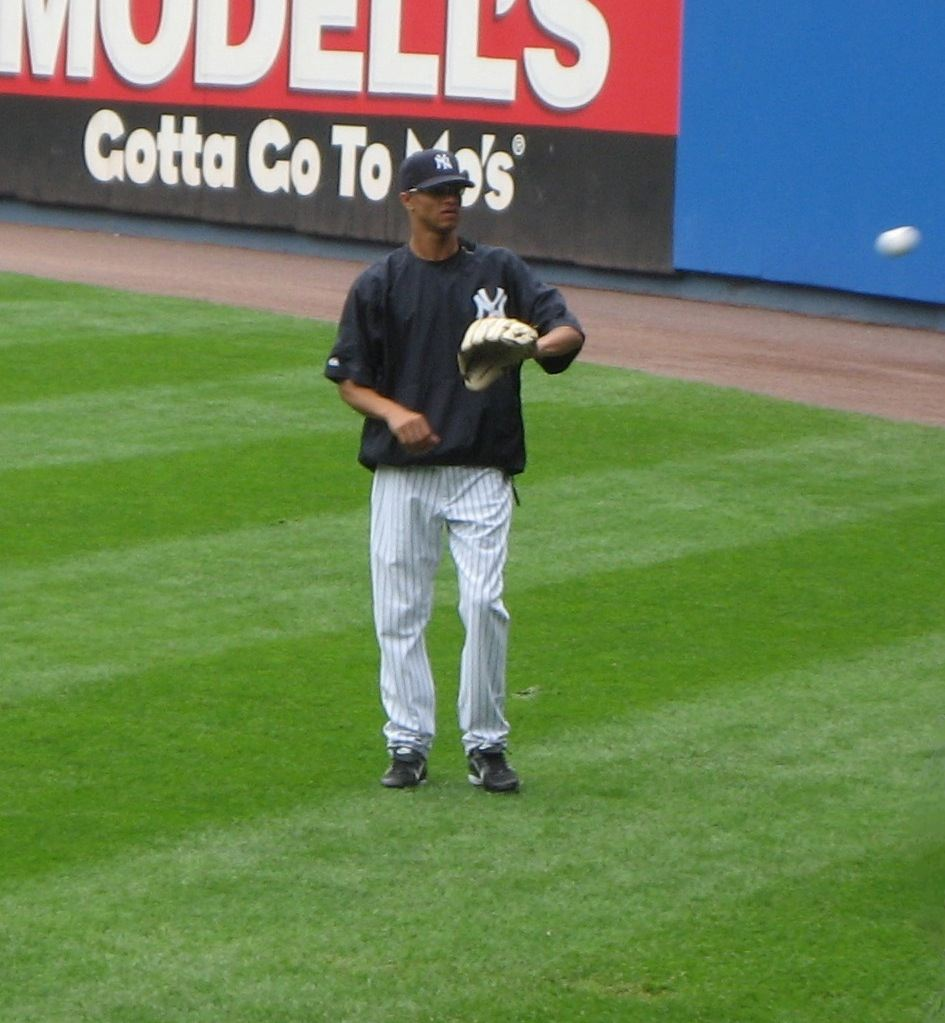
Ramírez calentando antes de un partido en 2007.

En su debut en Grandes Ligas el 3 de julio de 2007 contra los Mellizos de Minnesota, Ramírez lanzó la novena entrada para los Yankees y ponchó a los tres bateadores que enfrentó, incluyendo al MVP Justin Morneau, asegurando una victoria 8-0 para los Yankees. El último miembro de los Yanquis en ponchar a tres bateadores consecutivo en su debut fue Stan Bahnsen en 1966.
El 6 de julio, ante su antiguo equipo, los Angelinos, permitió una carrera y dos hits en 1.1 innings; le fue concedido el triunfo del partido por primera vez en su carrera en la victoria de los Yankees 14-9 sobre los Angelinos.
En su última aparición como relevista en su primera etapa con el equipo de Grandes Ligas, se enfrentó a los Mantarrayas de Tampa Bay el 20 de julio dando cuatro boletos y permitiendo un grand slam de Dioner Navarro sin registrar un out, con sólo 2 de sus 19 lanzamientos resultantes en strikes. Después del partido, Ramírez estaba tan afectado por su actuación que tuvo que interrumpir sus comentarios a la prensa, y fue visto llorando en el locker. Fue enviado de regreso a AAA al día siguiente.
El 15 de agosto, Ramírez fue llamado por los Yankees, ponchando a tres bateadores de los Orioles de Baltimore en 2.1 entradas en blanco en su regreso. El 19 de agosto de 2007 Ramírez obtuvo su primer salvamento de Grandes Ligas contra los Tigres de Detroit con dos entradas sin hits, ponchando los tres bateadores en línea en el octavo.
El 18 de abril de 2008 fue llamado desde AAA y fue enviado nuevamente al día siguiente. Fue llamado de nuevo el 29 de abril de 2008. No permitió ninguna carrera en todos los niveles de ligas menores en los que jugó hasta el 31 de mayo.
El cerrador panameño de los Yankees Mariano Rivera tomó a Ramírez y a su compañero el relevista José Veras bajo su ala, siendo tutor de ambos en el bullpen de los Yankees durante los partidos.
El 19 de mayo de 2009, Ramírez fue enviado a Triple-A para hacer espacio en el roster para el lanzador Brian Bruney.
Para hacer espacio para recién firmado lanzador Chan Ho Park, Ramírez fue designado para asignación por los Yankees el 28 de febrero de 2010.

### Texas Rangers y Oakland Athletics
El 9 de marzo de 2010, Ramírez fue cambiado a los Rangers de Texas por dinero en efectivo.
El 24 de marzo de 2010, Ramírez fue cambiado a los Atléticos de Oakland por Gregorio Petit. Fue designado para asignación el 15 de mayo, y enviado a Triple-A el 21 de mayo.

## Liga Mexicana
Durante la temporada 2011, Ramírez lanzó para los Leones de Yucatán en la Liga Mexicana de Béisbol.

## Estilo de lanzar
Ramírez lanza principalmente una recta entre 89-91 mph con un leve movimiento lateral. Su principal lanzamiento ponchador es un cambio en círculo a 80 mph que tiene un movimiento similar a un palmball, y es particularmente efectivo contra los bateadores zurdos. Aprendió por sí mismo a lanzar el cambio de velocidad durante su año de descanso en 2004. Recientemente ha desarrollado un slider a 80 mph.